# Вої (місто)
Вої (суах. Voi) — місто в Кенії, у Прибережній провінції.

## Історія
Місто розвивалося як торговий пост між народом таїта, іншими племенами Кенії та арабами. Особливо швидко Воі стало розростатися наприкінці XIX століття у зв'язку з будівництвом Угандійської залізниці. Тоді багато людей вважали за краще мігрувати сюди для роботи на залізниці та на місцевих підприємствах.

## Географія
Місто розташоване на західному краю пустелі Тару, на південь і захід від національного парку Східний Цаво, у місці перетину залізниці, яка з'єднує Найробі і Момбасу, й гілки, що йде на південь, у Танзанію. Пагорби Сагала знаходяться на південь від міста.

## Населення
За даними на 2012 рік, населення міста становило 22 647 осіб, за даними перепису 1999 року — 16 863 особи.